# Puszcza Darżlubska

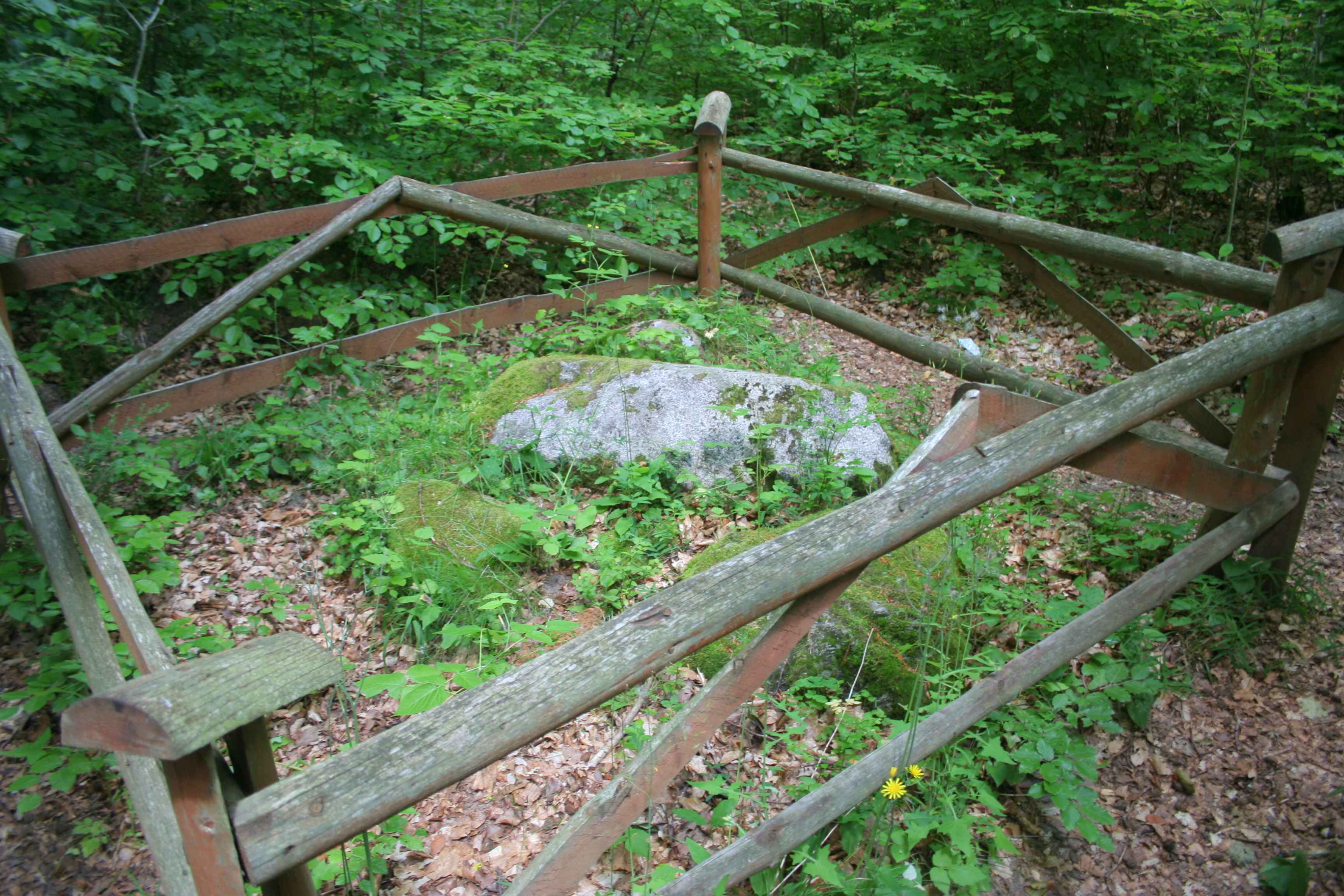
Głaz narzutowy Boża Stopka

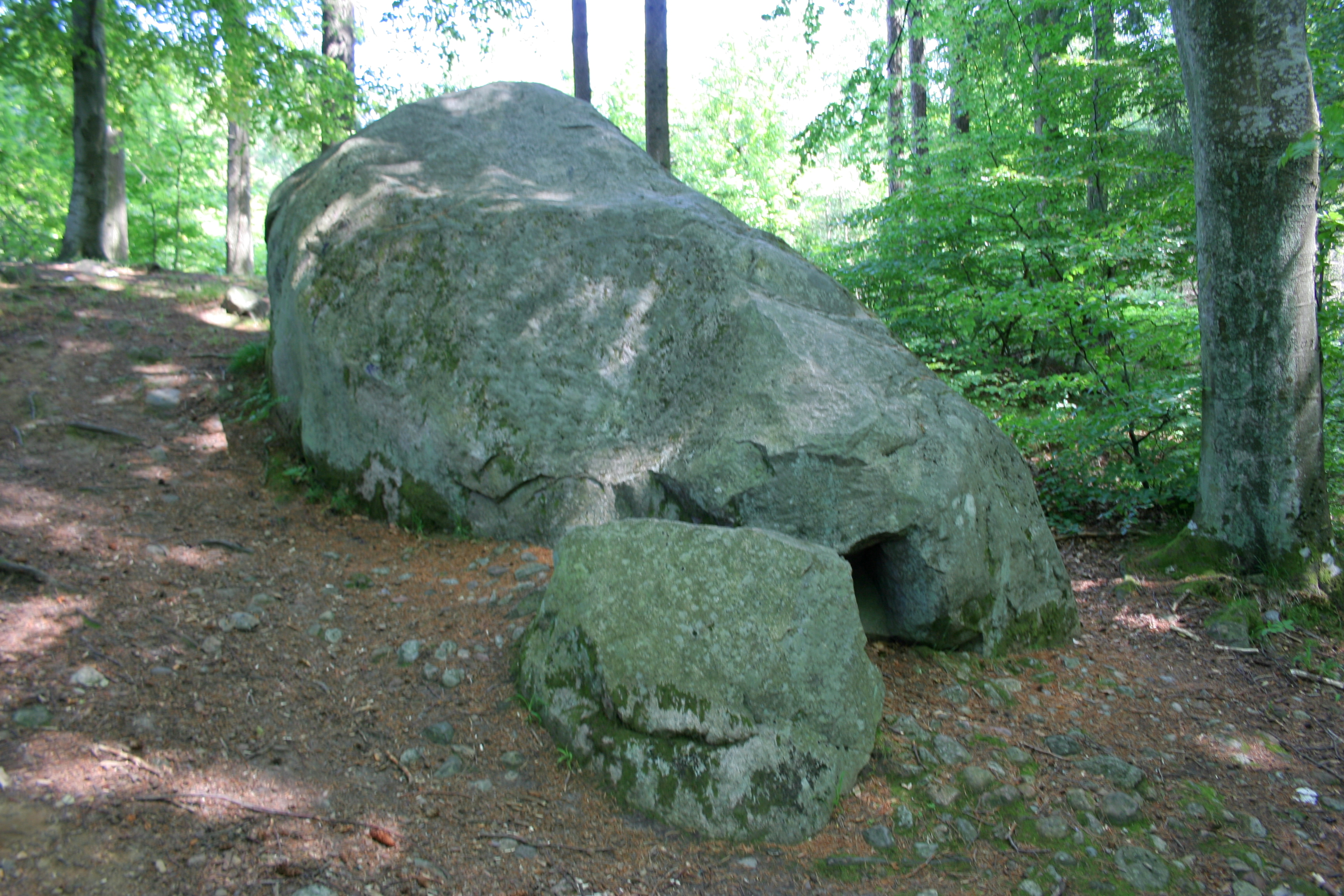
Głaz narzutowy Diabelski Kamień

Puszcza Darżlubska (także Puszcza Darzlubska; kaszb. Darżlëbsczé Lasë) – zwarty kompleks leśny (Lasy Oliwsko-Darżlubskie) o łącznej powierzchni 15 908 ha na obszarze Pobrzeża Kaszubskiego graniczący na południu z Trójmiejskim Parkiem Krajobrazowym (granicę obu obszarów stanowi pradolina Redy). Na terenie puszczy wyodrębniono dwa rezerwaty przyrody „Darzlubskie Buki” i „Źródliska Czarnej Wody”, znajduje się tu także miejsce męczeństwa mieszkańców Pomorza – Wielka Piaśnica. Puszcza Darżlubska jest obszarem źródłowym rzek Pobrzeża Kaszubskiego – Piaśnicy i Gizdepki.